# Jacques Doillon
Jacques Doillon (Parigi, 15 marzo 1944) è un regista francese.

## Biografia
Ha esordito come assistente alla regia, poi come montatore per Alain Robbe-Grillet. Il suo primo lungometraggio, L'An 01, è del 1973.
Molti suoi film, intimi e personali, sono caratterizzati da un'attenzione particolare verso l'infanzia, la complessità dei sentimenti e i rapporti di classe. Ha scelto come protagoniste delle sue opere diverse giovani attrici che in seguito hanno avuto brillanti carriere, come Sandrine Bonnaire, Judith Godrèche, Marianne Denicourt, Charlotte Gainsbourg e Juliette Binoche.
È stato compagno dal 1980 al 1992 di Jane Birkin da cui ha avuto una figlia, l'attrice Lou Doillon.
Nel 2024 è stato accusato da diverse attrici (in particolare da Judith Godrèche) di violenza sessuale, aggressione e molestie sessuali per fatti avvenuti tra gli anni 80 e gli anni 2010.

## Filmografia parziale

### Regista
- Trial – cortometraggio (1969)
- Vitesse oblige – cortometraggio (1970)
- Bol d'or – cortometraggio (1971)
- Tous risques – cortometraggio (1971)
- Autour des filets – cortometraggio (1973)
- L'An 01 (1973)
- Un sacchetto di biglie (Un sac de billes) (1975)
- La drôlesse (1979)
- La Pirate (1984)
- Vita di famiglia (La Vie de famille) (1985)
- La Tentation d'Isabelle (1985)
- La puritana (La Puritaine) (1986)
- La Fille de 15 ans (1989)
- Le Petit Criminel (1990)
- Amoureuse (1992)
- Le jeune Werther (1993)
- Ponette (1996)
- Petits frères (1999)
- Raja (2003)
- Le Premier Venu (2008)
- Le Mariage à trois (2010)
- Un enfant de toi (2012)
- Mes séances de lutte (2013)
- Rodin (2017)

### Attore
- Elle a passé tant d'heures sous les sunlights, regia di Philippe Garrel (1985)